# M2-es autópálya (Nagy-Britannia)
Az M2-es autópálya az angol Kent grófságban fut. 41,4 km hosszú és eredetileg az A2-es főút egy településeket elkerülő szakaszaként épült. Kent északi részén halad Sittingsbourne-tól és Favershamtől délre, és ez az egyetlen brit autópálya, amely egyetlen másik autópályával sem áll közvetlen összeköttetésben.
Az M2-es az egyetlen autópálya, amelynek nincs közvetlen úticélja. A nyugati végén Londont, míg a keletin Canterburyt, a Csatorna-alagutat vagy Dovert szokták célként megjelölni, ezeket azonban meg sem közelíti az autópálya.

## Története

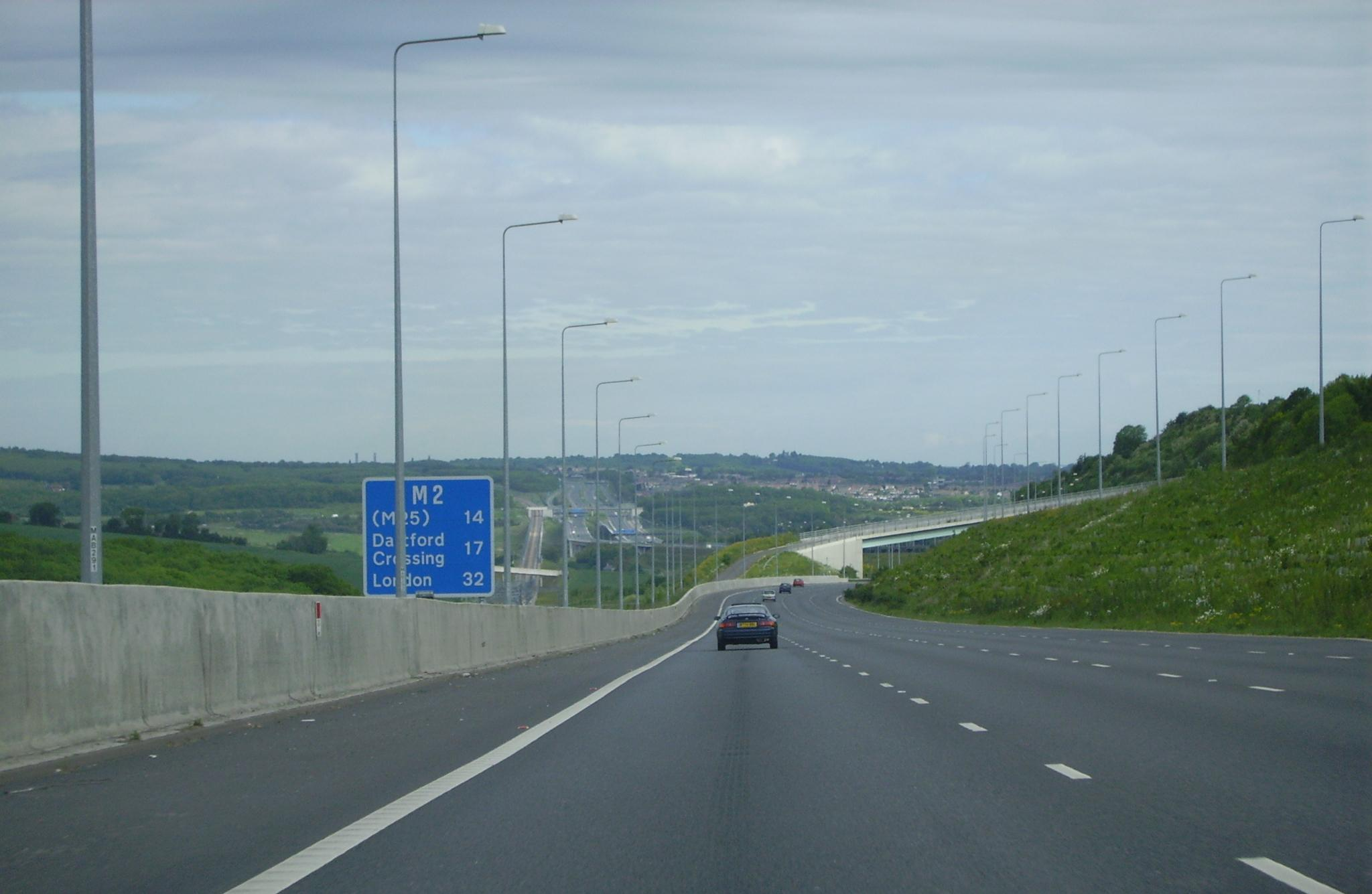
M2-es autópálya, Nagy-Britannia

A Kent északi részét elkerülő szakaszát 1963-ban, míg a többi szakaszt 1965-ben építették meg. Három részletben adták át:
- az 1-es és 2-es csomópont közötti szakaszt 1965-ben;
- a 2-es és 5-ös csomópont közötti szakaszt 1963-ban;
- az 5-ös és 7-es csomópont közötti szakaszt pedig szintén 1965-ben.

Tervezték, hogy Londonig, illetve Doverig meghosszabbítják, hogy ez legyen a fő összekötő út a főváros és a kikötők között, de ez sosem történt meg. Érdekesség, hogy valójában A2(M)-nek kellene nevezni, de a Daily Telegraph egyik első híradásában tévesen M2-esként hivatkozott rá, és így a közlekedési minisztérium átnevezte M2-esre.

### Módosítások
Az 1990-es évekig nem történt komolyabb változtatás az M2-esen. Amikor 1991-ben megnyitották az M20-ast London és Folkestone között, jelentősen visszaesett az M2-es forgalma és már csak Észak-Kent elkerülő útjaként játszott szerepet. Az első csatlakozási pontot meg is szüntették, amikor az 1990-es évek végén elkészült az A289-es.

### Bővítések
Mivel az első és a negyedik csomópont között nagyon leromlott az út állapota, a 2000-es évek elején felújítások kezdődtek. Ennek részeként elkezdték bővíteni a négysávos utat nyolcsávosra. Ehhez át kellett építeni az 1-es és a 3-as csomópontot, illetve egy új hidat is kellett építeni. Az elkészült szakaszokat közvilágítással látták el. A munkálatokat 2003-ban fejezték be.